# Angela Bettis
Angela Marie Bettis (Austin, 9 gennaio 1973) è un'attrice e regista statunitense.

## Biografia
La Bettis nasce ad Austin, nel Texas, da Mary Lynn (nata Guthrie) e Richard Joseph Bettis. Si diploma alla Westlake High School. Debutta a diciotto anni nella tragedia romantica di Franco Zeffirelli Storia di una capinera. Successivamente frequenta la American Musical and Dramatic Academy.
Recita in The Last Best Sunday con Douglas Spain, prima di affiancare Winona Ryder in Girl, Interrupted e Kim Basinger in La mossa del diavolo. Nel 2002 recita in una produzione di Broadway accanto a Liam Neeson e Laura Linney.
È conosciuta anche per i ruoli che interpreta in diversi film horror indipendenti e per il suo rapporto lavorativo con lo scrittore e regista Lucky McKee. Recita nel ruolo di protagonista in un adattamento televisivo di Carrie, primo romanzo di Stephen King. Ha un ruolo ricorrente nella quinta stagione della serie televisiva Dexter come Emily Birch, la prima vittima di Jordan Chase e in CSI: Scena del crimine, come Rosalind Johnson.
È anche produttrice di cortometraggi e documentari. Possiede una propria casa di produzione con il marito, Kevin Ford, chiamata MoFreek.

## Filmografia parziale

### Attrice

#### Cinema
- Storia di una capinera, regia di Franco Zeffirelli (1993)
- Ragazze interrotte (Girl, Interrupted), regia di James Mangold (1999)
- The Last Best Sunday, regia di Don Most (1999)
- La mossa del diavolo (Bless The Child), regia di Chuck Russell (2000)
- Fashion Crimes (Perfume), regia di Michael Rymer (2001)
- Vallen, regia di Hans Herbots (2001)
- May, regia di Lucky McKee (2002)
- People Are Dead, regia di Kevin Ford (2002)
- Coastlines, regia di Víctor Núñez (2002)
- La casa dei massacri (Toolbox Murders), regia di Tobe Hooper (2004)
- Love Rome, regia di C.B. Smith (2004)
- The Circle, regia di Yuri Zeltser (2005)
- Il mistero del bosco (The Woods), regia di Lucky McKee (2006) - Voce
- Roman, regia di Angela Bettis (2006) - Voce
- Scar, regia di Jed Weintrob (2007)
- When Is Tomorrow, regia di Kevin Ford (2007)
- Wicked Lake, regia di Zach Passero (2008)
- Drones, regia di Amber Benson (2010)
- All My Friends Are Funeral Singers, regia di Tim Rutili (2010)
- The Woman, regia di Lucky McKee (2011)
- Legs, regia di Kevin Ford (2015)
- Song to Song, regia di Terrence Malick (2017)

#### Televisione
- Il tocco di un angelo (Touched by an Angel) – serie TV, 1 episodio (1998)
- Legacy (1998) – serie TV, 1 episodio (1998)
- I viaggiatori (Sliders) – serie TV, 1 episodio (1999)
- The Flamingo Rising, regia di Martha Coolidge – film TV (2001)
- The Ponder Heart, regia di Martha Coolidge – film TV (2001)
- Carrie, regia di David Carson – film TV (2002)
- Masters of Horror, regia di Lucky McKee – serie TV, 1 episodio (2006)
- Dr. House - Medical Division (House M.D.) – serie TV, 1 episodio (2009)
- Dexter – serie TV, 2 episodi (2010)
- CSI - Scena del crimine (CSI: Crime Scene Investigation) – serie TV, 2 episodi (2010-2011)
- Criminal Minds – serie TV, 1 episodio (2013)
- Skins – serie TV, 2 episodi (2013)
- Twisted Tales – serie TV, 1 episodio (2013)
- Dig – serie TV (2015)

### Regista
- Roman (2006)

## Doppiatrici italiane
Nelle versioni in italiano delle opere in cui ha recitato, Angela Bettis è stata doppiata da:
- Chiara Colizzi in Storia di una capinera
- Michela Alborghetti in Ragazze interrotte
- Tiziana Avarista in La mossa del diavolo
- Barbara De Bortoli Masters of Horror
- Gilberta Crispino in Dexter
- Tatiana Dessi in CSI - Scena del crimine
- Daniela Calò in Carrie